# 11の新しいバガテル
11の新しいバガテル（ドイツ語: Elf Neue Bagatellen） 作品119 は、ルートヴィヒ・ヴァン・ベートーヴェンが作曲したバガテル集。異なる時期に作曲された前半5曲と後半6曲がまとめられた曲集で、作曲者の初期と後期の作風が同居している。後期に書かれた楽曲の一部には、作曲者の後期ピアノソナタと相通ずる特徴を見出すことができる。

## 概要
バガテル（Bagatelle）という言葉はフランス語で「取るに足らないもの」を指す言葉であり、音楽の分野ではフランソワ・クープランが1717年にクラヴサン曲にその名を使ったことが始まりとされる。ベートーヴェン自身はドイツ語で「Kleinigkeiten」（つまらないもの）と呼んでいた。ベートーヴェンは有名な『エリーゼのために』のような単品のバガテルの他、曲集として7つのバガテル 作品33（1803年出版）、本作、6つのバガテル 作品126（1825年）を書いている。
曲集最後の5曲はホルン奏者で出版業も営んでいたフリードリヒ・シュタルケによる、『ウィーン・ピアノフォルテ教程』第3巻に収めるために作曲された。シュタルケは手元に届いた楽曲を賞賛し、「目利きのできるものであれば（中略）[楽曲の価値を]認識できることでしょう」と述べている。なお、シュタルケに送られる予定であった楽曲のうち、ひとつが取り下げられてピアノソナタ第30番の第1楽章に転用されたらしいことがわかっている。
一方、曲集最初の6曲は1800年から1804年頃に作曲した過去の作品に改訂を加えた第1曲から第5曲に、第6曲を新たに書き下ろして1822年11月に仕上げられた。そのうちの4曲は、1820年代の初頭に出版に興味を示したライプツィヒのカール・フリードリヒ・ペータースに送付されたが、ペータースは1822年の夏に次のような辛辣な返事を寄越している。
数人の人物に弾かせてみましたが、1曲たりとも貴方が作曲したものと信じられませんでした。確かに私がお願いしたのはKleinigkeitenですが、これらは短すぎますし、加えて大半の曲が卓越した奏者には簡単過ぎて不適切である上、駆け出しのピアニストにとっては難しすぎるパッセージが時おり現れるのです（中略）私はこれらのKleinigkeitenを出版いたしません、既にお支払いした代金はもう結構です。それ以外は、誤解を避けるためこれ以上は申しません。
そこでベートーヴェンはこれらをロンドンで生活していた弟子のフェルディナント・リースに託し、「出来るだけうまく売却するように」指示を出した。その結果、ロンドンを拠点としていたムツィオ・クレメンティから1823年に初めて11曲がまとめて出版されることになった。
以上のように、曲集が編まれた年代は彼が最後の3つのピアノソナタ（第30番、第31番、第32番）、『ディアベリ変奏曲』、『ミサ・ソレムニス』に取り組んでいた時期と一致する。各曲の着想は1790年代から1820年代にかけての長い間に生まれていったものであり、前半5曲と後半6曲では作風が大きく異なっている。バリー・クーパーは「注意深く計画された6曲の連作（第1曲から第6曲）と、それに続く2グループ目の5曲（第7曲から第11曲）」としてまとまりを意識している。ベートーヴェン自身もリースに曲を送付した際、「同趣旨で作られた、6曲のバガテルと別の5曲、2部が届きます」と連絡しており、2つの組として意識していたと思われる。作風の面では第1曲や第2曲が初期の様式的特徴を示す一方、第8曲などは作曲者後期の複雑さを呈している。また、第7曲から第11曲は連作を意識して書かれたという経緯から、通して演奏された場合により高い効果を示す楽曲が含まれる。
ペータースは見下げた評価を下したが、ベートーヴェンの同時代にも本作の価値を認める意見はあった。ベルリンの『一般音楽新聞』は、ドイツでの最初の出版に際して「我々にとって11のバガテルは人生を映す小さな真の絵画であるように思われる」と賛辞を寄せている。

## 楽曲構成

### 第1曲
Allegretto 3/4拍子 ト短調
三部形式。魅力あふれるメヌエットであり、優しく、しかし雄弁に物悲しげな歌が奏でられる（譜例1）。変ホ長調の中間部を経て譜例1へと戻る。ソンは最後に奏されるト音が第2曲への移行を滑らかにしていると述べている。
譜例1

### 第2曲
Andante con moto 2/4拍子 ハ長調
三部形式。手の交差を用いて8分音符の旋律の上下を3連符が動きまわる（譜例2）。この旋律はピアノ三重奏曲第3番第2楽章のそれによく似ており、さらに3連符の動きも同じ楽章のパッセージに極めて類似している。
譜例2

### 第3曲
à l'Allemande 3/8拍子 ニ長調
コーダの付いた三部形式。「アルマンド風に」という発想表記はすなわち「ドイツ風に」という意味になるが、より具体的には地方の踊りであるレントラーを指している。のどかな譜例3で始まる。
譜例3

### 第4曲
Andante cantabile 4/4拍子 イ長調
二部形式。第2曲同様に抒情的な歌が奏でられていく（譜例4）。曲の後半に現れる16分音符の動きは、譜例4の主題を縮小したものであるとの指摘がなされている。
譜例4

### 第5曲
Risoluto 6/8拍子 ハ短調
AABBCという形式。もとはヴァイオリンソナタ第7番の終楽章とする予定でスケッチされた楽曲だった。ベートーヴェン初期のハ短調作品であるが、同じ調性で同時期に書かれたピアノソナタ第5番や第8番『悲愴』のような激情が露わにされている。
譜例5

### 第6曲
Andante 3/4拍子 - Allegretto 2/4拍子 イ短調
この曲以降は前曲までとの作曲時期が大きく隔たっている。レチタティーヴォ風のアンダンテの序奏が置かれ、カデンツァを用いて主部への移行がなされる（譜例6）。
譜例6
主部は弾むような音型を繰り返す軽い性格のスケルツォとなっている（譜例7）。その後6/8拍子へと変化し、最後は薄い空気の中へ消えていくような終わりを迎える。
譜例7

### 第7曲
Allegro ma non troppo 3/4拍子 ハ長調
二部形式であるという意見と、三部形式であるという意見がある。最後は低音で長く保持したトリルに乗せ、カデンツァ風の音型が動き回る。ここでは長く保持されたトリルの上で旋律が次第に縮小して32分音符のパッセージへと至るが、これはピアノソナタ第30番の第6変奏で見られる技法と類似したものといえる。このように同一テンポで次第に音価を減らしていく方法はさらなる発展を遂げ、ピアノソナタ第32番第2楽章の変奏へと繋がっていくのである。
譜例8

### 第8曲
Moderato cantabile 3/4拍子 ハ長調
二部形式。4声部で半音階的な動機が扱われていく（譜例9）。ここに見られる和声的な試みは、後期ピアノソナタを彷彿とさせるものとなっている。丸山は、曲後半の左手に始まる上昇音型が主題の縮小形であると指摘している。
譜例9

### 第9曲
Vivace moderato 3/4拍子 イ短調
三部形式。自筆譜には「vivace assai ed un poco sentimentale」と指定されていたという。第3曲に続くレントラー、もしくはワルツを想起させる楽想である（譜例10）。いくぶん不安定な様子を見せる3拍子に乗り、前後半をそれぞれ反復して弱音で終了する。
譜例10

### 第10曲
Allegramente 2/4拍子 イ長調
演奏時間15秒ほどの小曲。4小節のフレーズが2つに4小節のコーダが付属する形となっている。シンコペーションを見せる譜例11の楽想が一気に駆け抜ける。
譜例11

### 第11曲
Andante ma non troppo 4/4拍子 変ロ長調
自由な形式。曲集を締めくくる穏やかな楽曲となっており、譜例12によって落ち着いて開始される。カデンツァ風のパッセージを経ると新しい楽想が登場し、コラール調の響きで全曲に幕を下ろす。カデンツァ後の旋律は第8曲で用いられた旋律に由来している。
譜例12